# ویاچسلاو زوالنیوک
ویاچسلاو زوالنیوک (اوکراینی: В'ячеслав Дмитрович Завальнюк؛ زادهٔ ۱۰ دسامبر ۱۹۷۴) بازیکن هاکی روی یخ اهل اوکراین است.

## زندگی
زوالنیوک در کی‌یف زاده شد. وی همچنین از بازیکنان هاکی روی یخ در المپیک زمستانی ۲۰۰۲ بوده‌است.